# Altamont (Utah)
Altamont é uma cidade  localizada no estado norte-americano de Utah, no Condado de Duchesne.

## Demografia
Segundo o censo norte-americano de 2000, a sua população era de 178 habitantes. 
Em 2006, foi estimada uma população de 185, um aumento de 7 (3.9%).

## Geografia
De acordo com o United States Census Bureau tem uma área de 
0,4 km², dos quais 0,4 km² cobertos por terra e 0,0 km² cobertos por água. Altamont localiza-se a aproximadamente 1947 m acima do nível do mar.

## Localidades na vizinhança
O diagrama seguinte representa as localidades num raio de 32 km ao redor de Altamont. 